# River-Klasse (1903)
Die River-Klasse der Royal Navy war eine um die Jahrhundertwende entwickelte Klasse von 36 Torpedobootszerstörern, die von 1902 bis 1905 gebaut wurde. Bei der Benennung der britischen Zerstörerklassen nach Buchstaben ab August 1912 wurden sie auch als E-Klasse bezeichnet. Äußerlich unterschieden sich die Boote, da bei der Auftragsvergabe den am Bau beteiligten sechs Werften die Detailausführung überlassen wurde. Die Zerstörer verfügten über zwei oder vier paarweise zusammenstehende Schornsteine, je nach eingereichtem Entwurf der jeweiligen Werft. Die beiden Werften Palmers und Yarrow entwarfen Schiffe mit vier Schornsteinen.
1908 und 1909 verlor die Royal Navy zwei Boote durch Kollisionen. Im Ersten Weltkrieg gingen sechs weitere Zerstörer der E-Klasse verloren.

## Baugeschichte
Die Idee der Klasse entstand aus einer Forderung von John de Robeck, Ende 1900 Befehlshaber der Zerstörer Mittelmeerflotte, der Zerstörer mit größerer Reichweite als die bis dahin beschafften sogenannten „30-knotter“ forderte. Robeck forderte eine Reichweite von 1650 sm bei einer Marschgeschwindigkeit von 18 kn gegenüber den 1400 sm bei 13 kn der zuletzt beschafften Boote. Robecks Ideen und weitere Vorschläge wurden von seinem Befehlshaber, Admiral „Jackie“ Fisher unterstützt, der auch die deutschen Torpedoboote der S-90-Klasse als gute Vorbilder für neue Torpedoboote anführte.
Im Juli 1901 genehmigte der Chefkonstrukteur der Royal Navy, Sir William Henry White, den Grundentwurf künftiger Zerstörer, der viele Vorschläge Robecks und seiner Kollegen übernahm. Die neuen Boote sollten seefester sein, ein erhöhtes Vorschiff und eine weiter zurückgesetzte Brücke erhalten. Sie sollten eine schwere und zuverlässigere Maschine erhalten. Die geforderte Höchstgeschwindigkeit wurde schließlich sogar auf 25,5 kn herabgesetzt. Allerdings sollte diese Geschwindigkeit unter annähernd realistischen Bedingungen mit 95 Tonnen Kohlen an Bord erreicht werden, was bei den zuletzt bestellten „30-knotter“ nicht der Fall war. Die neuen Zerstörer waren daher bei allen Wetterlagen außer völliger Windstille und absolut ruhiger See schneller als ihre Vorgänger.
Wie bei der bislang gebauten britischen Zerstörern, forderte die Admiralität private Werften zur Vorlage von Entwürfen nach dem Rohentwurf auf. Durch dieses Verfahren unterschieden sich die Boote der verschiedenen Werften in Details in der äußeren wie inneren Ausführung. Sechs Werften erhielten Aufträge für Bauten River-Klasse, die alle schon zuvor Zerstörer für die Navy gebaut hatten. Fünfzehn Vier-Schornsteiner lieferten Palmers und Yarrow. Die Boote der anderen Werften waren Zwei-Schornsteiner mit verschiedenen Ausführungen.
Die meisten Boote wurden mit je neun von den Werften Palmers in Jarrow am Tyne und Laird in Birkenhead geliefert. Weitere sechs kamen von Hawthorn Leslie in Hebburn am Tyne und auch von Yarrow in Poplar. Hawthorn lieferte mit der Eden ein weiteres Boot mit Turbinenantrieb, Yarrow kehrte nach einem Streit mit der Admiralität wieder in den Kreis der Zerstörer-Lieferanten für die Navy zurück. Die ersten Aufträge für zehn Boote ergingen 1901 an diese vier Werften, wobei Palmers und Yarrow drei Boote liefern sollten. 1902/1903 wurden schon acht weitere Boote bestellt, darunter auch zwei bei John I. Thornycroft im Londoner Stadtteil Chiswick und bei Palmers wurde noch ein drittes, von der Werft spekulativ begonnenes Boot angekauft. 1903/1904 ergingen dann noch Aufträge für fünfzehn Booten an die Werften, wobei jetzt auch J. Samuel White in Cowes zwei Aufträge erhielt. Ausgeliefert wurden die Boote ab Januar 1904 bis September 1905. 1909 wurden dann noch zwei Spekulationsbauten von Laird mit Turbinenantrieb als Ersatz für verloren gegangene Boote angekauft, die 1913 auch der River-/E-Klasse zugeordnet wurden.
Die Boote verdrängten je nach Bauwerft zwischen 535 und 590 t.n. in normalen Ausrüstungsumfang und maximal bis zu 660 t.n. Die Länge der Boote betrug um die 69 m. Die vier Wasserrohrkessel waren bei den Booten von Palmers der Bauart Reed, bei den von Laird der Bauart Normand, bei Thornycroft des eigenen Typs und bei White vom Typ White-Foster und bei den übrigen der Bauart Yarrow.
Die Bewaffnung der Boote war ursprünglich mit der der vorangehenden 30 knotter mit einem 76-mm-Geschütz, fünf 57-mm-Hotchkiss-Kanonen und zwei 18-Zoll-Torpedorohren identisch, wobei bei den ersten zehn Booten die vorderen seitlichen 57-mm-Kanonen in Schwalbennestern aufgestellt waren, die sich nicht bewährten, so dass ab der zweiten Bestellung diese Kanonen seitlich vom Hauptgeschütz auf dem Vorschiff aufgestellt wurden. Ab 1907 erfolgte auf allen Booten der Ausbau der 57-mm-Kanonen und ihr Ersatz durch drei kurzrohrige 76-mm/L28-Schnellfeuergeschütze.

## Einsatzgeschichte
Als erstes Boot kam im Januar 1904 die Itchen von Laird in den Dienst der Navy, der bis zum Jahresende noch fünfzehn Boote folgten. 18 weiteren Boote folgten bis September 1905. Alle Boote begannen ihren Dienst bei der „East Coast Destroyer Flotilla“ der Home Fleet in Harwich. Im April 1909 wurde sie zur 3. Zerstörerflottille. Im Mai 1912 wurden die Boote durch Zerstörer der Beagle-Klasse ersetzt und der Reserve zugeteilt, wo sie die 5. Zerstörerflottille der 2. Flotte bildeten und nur noch eine kleine Kaderbesatzung behielten.

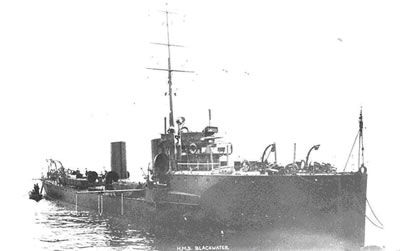
Blackwater

Während des Einsatzes bei der Home Fleet gingen zwei Boote verloren:
Bei einer Übung der „East Coast Destroyer Flotilla“ mit Scharfschießen und Nachtmanövern am 27. April 1908 vor Harwich rammte der Scout-Kreuzer HMS Attentive das Yarrow-Boot Gala und zerschnitt es in zwei Teile, die rasch sanken. Bis auf den Ingenieuroffizier der Gala konnten glücklicherweise alle Besatzungsmitglieder gerettet werden. Anschließend rammte der Kreuzer auch noch die Ribble, die mit eigener Kraft Sheerness als Nothafen anlaufen konnte.
Am 6. April 1909 sank dann noch die Blackwater nach einer Kollision mit dem Frachter Hero vor Dungeness.
Schon am 13. August 1904 war ein Boot der Klasse an dem Untergang eines anderen Schiffes maßgeblich beteiligt, als der Zerstörer Decoy nach einer Kollision mit der bei Laird gebauten Arun unter ihrem später als Befehlshaber der Harwich Force bekannt gewordenen Kommandanten Reginald Tyrwhitt sank, dem gefährliches Verhalten vorgeworfen wurde.
1909 erwarb die Navy als Ersatz von Cammell Laird zwei 1905 begonnene Spekulationsbauten mit Turbinenantrieb, die erheblich billiger waren als die ersetzten Neubauten. Die Stour und Test verdrängten 570 t.n., waren 220 Fuß lang und hatte einen 7000 PS Turbinenantrieb für 26 kn. Der Treibstoffvorrat betrug 134 t Kohle und 66 t Öl. Bewaffnet waren sie wie die Boote der River-Klasse seit 1906/1908.

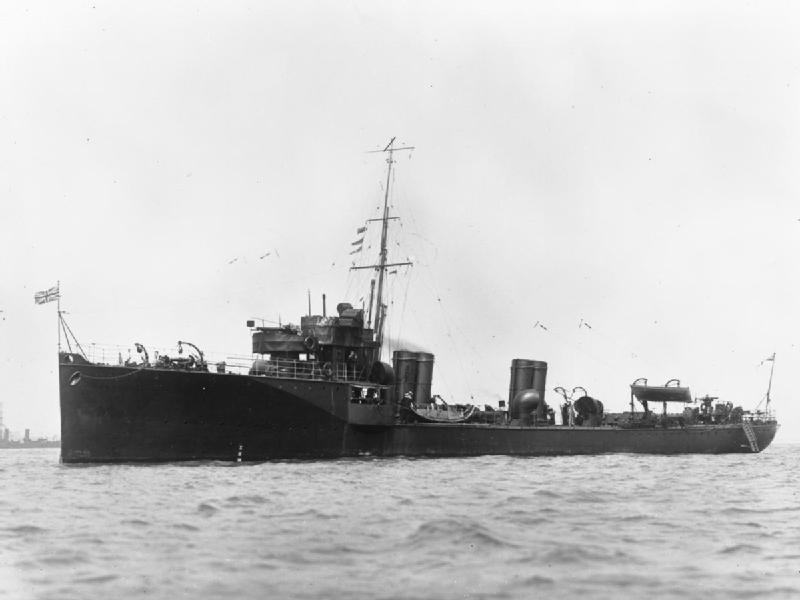
Zerstörer Exe des Palmer-E-Typs

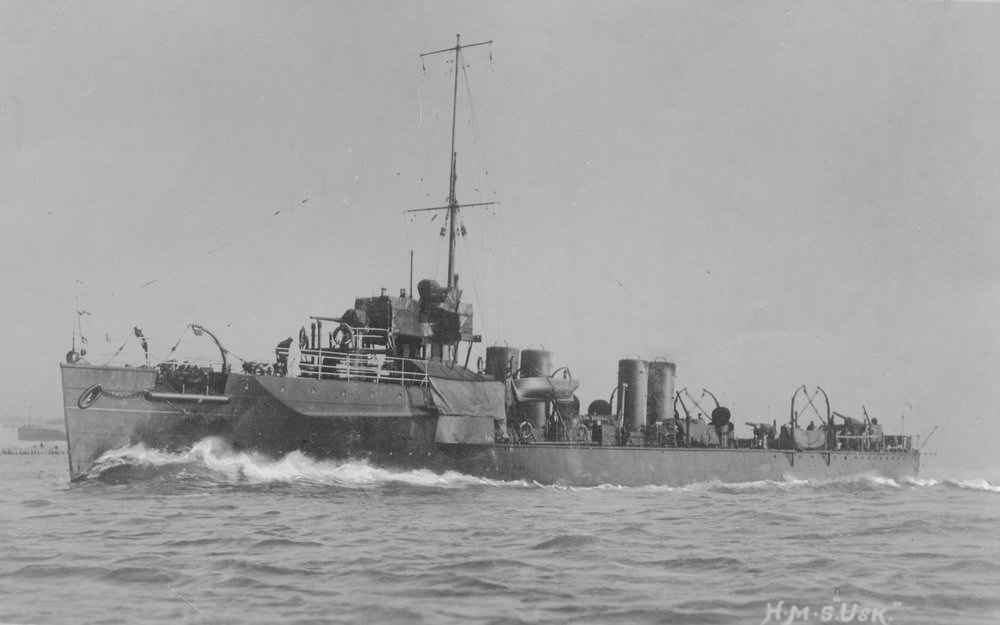
Zerstörer Usk des Yarrow-E-Typs

Ende 1904 wurden die Palmers-Boote Exe und Dee zur China Station verlegt, denen 1905 die neuen Schwesterboote Swale und Wear folgten.
1909/1910 wurden auch die vier Thornycroft-Boote Kennet, Jed, Chelmer und Colne mit den Yarrow-Booten Ribble, Usk und Welland der China Station zugewiesen. Von den elf Booten auf der China Station verließen die vier dort seit 1904/1905 eingesetzten Palmers-Boote in der ersten Hälfte des Jahres 1914 China und kehrten nach Europa zurück.
Am 30. August 1912 ordnete die Admiralität die Umbenennung aller Zerstörer-Klassen nach Buchstaben an. Die Boote der River-Klasse bildeten dann die E-Klasse. Ab September 1913 führten die Boote auch ein großes „E“ auf dem Rumpf unterhalb der Brücke und auf einem der Schornsteine.

### Kriegseinsatz
1914 befanden sich in den Heimatgewässern befindlichen Boote der River-Klasse in der Reserve. Bei der Testmobilisierung im Juli 1914 bildeten vierzehn Boote der Klasse die 9. Zerstörerflottille, zu der noch weitere acht Boote der Klasse treten sollten.
Zu Beginn des Ersten Weltkriegs verfügte die 9. Zerstörerflottille neben zwei Scout-Kreuzern (Forward, Patrol) über dreizehn Zerstörer der River-Klasse (Derwent, Doon, Eden, Ettrick, Itchen, Kale, Ness, Nith, Ouse, Rother, Stour, Test, Waveney), zu denen im Dezember 1914 noch die Moy trat und vier Torpedoboote (TB 4, TB 13, TB 22, TB 24) der Cricket-Klasse. Versorgungsschiff der Flottille war der alte Kreuzer St. George.
Am 16. Dezember 1914 befand sich eine Division der Flottille mit der Doon als Führungsschiff, der Waveney, Test und Moy auf einer Kontrollfahrt vor Hartlepool, als die deutschen Schlachtkreuzer Seydlitz, Blücher und Moltke am frühen Morgen den Küstenort angriffen. Doon entdeckte die drei großen, anmarschierenden Schiffe, kurz bevor diese das Feuer eröffneten. Da allein die Torpedos der Zerstörer in der Lage waren, die angreifenden Schiffe zu beschädigen und die Schlachtkreuzer nicht in Torpedoreichweite waren, drehten drei Zerstörer ab. Nur das Divisionsboot Doon lief bis auf 5000 Yards an die deutschen Schiffe und schoss einen Torpedo ab. Dieser verfehlte die Angreifer und auch Doon zog sich zurück. Die Deutschen beschossen die Division, erzielten aber keine Treffer. Die Doon und die Moi erlitten allerdings Schäden durch Splitter und Nahtreffer. Auf der Doon starben drei Mann und sechs wurden verletzt. Ihre Funkanlage fiel aus und das Heckgeschütz und ein Torpedorohr waren nicht mehr einsetzbar.
Im April 1915 wurden die ersten vier Zerstörer an andere Flottillen abgegeben und im September 1915 die Flottille aufgelöst und die restliche Boote in die 7. Zerstörerflottille überführt.

#### 7. Zerstörerflottille
Die 7. Zerstörerflottille am Humber verfügte ab September 1915 über zwölf Zerstörer der River-Klasse (Derwent, Doon, Eden, Itchen, Kale, Moy, Ness, Nith, Ouse, Stour, Test, Waveney) neben sieben alten Zerstörern der B- und C-Klasse.
Die zuletzt „East Coast Forces“ genannte Flottille verfügte bei Kriegsende über 26 Zerstörer, darunter zehn Boote der C-Klasse und zwölf der River-Klasse (Boyne, Dee, Doon*, Exe, Garry, Moy, Ness, Nith ?, Ouse, Stour, Test, Waveney*).

#### Zerstörerflottillen im Kanal
Die 6. Zerstörerflottille in Dover erhielt im März 1915 mit Exe, Teviot und Ure auch drei Zerstörer der River-Klasse von denen die beiden ersten schon im April an die „Portland Local Defence Flotilla“ abgegeben wurden, nur Ure blieb als Einzelschiff bis zum Februar 1917 bei dieser Flottille, ehe sie zu Geleitaufgaben nach Portsmouth abgegeben wurde.
Bei Kriegsende verfügte die dort stationierte 1. Zerstörerflottille zur Sicherung des Schiffsverkehrs mit Cherwell, Ettrick, Liffey, Rother, Swale, Teviot und Ure über sieben River-Zerstörer.

#### China Station
Im Auslandseinsatz befanden sich bei Kriegsbeginn die sieben Boote der River-Klasse, die 1910 zur China Station versetzt worden war. Anfang August 1914 blockierte das Linienschiff Triumph mit den fünf Zerstörern Colne, Jed, Usk, Welland und Kennet und den Kanonenbooten Clio und Cadmus den deutschen Stützpunkt Tsingtau. Die Ribble blieb zum Schutz der Basis in Hongkong zurück und die Chelmer war wegen einer Kesselreparatur nicht einsatzbereit. Nach dem Kriegseintritt der Japaner zogen sich die britischen Einheiten von Tsingtau zurück und verlegten nach dem Verschwinden der Einheiten des deutschen Ostasiengeschwaders nach Südamerika oder in den Indischen Ozean um den Jahreswechsel 1914/1915 in das Mittelmeer, wo sie alle mit der Battle Honour Dardanelles ausgezeichnet wurden.

#### 5. Zerstörerflottille
Im Januar 1915 wurde bei der Mittelmeerflotte eine neue 5. Zerstörerflottille mit sieben Zerstörern der River-Klasse unter Führung der Sapphire aufgestellt. Die River-Boote Ribble, Usk, Chelmer, Colne, Jed und Kennet kamen von der China Station und die Waveney von der 9. Zerstörerflottille. Der Führungskreuzer wurde schon im März an die Leichten Kreuzer der Mittelmeerflotte abgegeben. Gleichzeitig kehrten die ersten sieben Zerstörer der Beagle-Klasse wieder zu dieser Flottille zurück. Mit der Wear aus Gibraltar und der Welland aus China kamen noch zwei weitere River-Boote zur Flottille.
Bei dieser bei Kriegsende größten Zerstörerflottille der Royal Navy mit 51 Booten bildeten die acht Boote Chelmer, Colne, Jed, Kennet, Ribble, Usk, Wear und Welland der River-Klasse mit den an die Japaner verliehenen Booten Sendan ex HMS Minstrel und Kanran ex HMS Nemesis der Acorn-Klasse das „Malta Contingent“ der Flottille.

### Kriegsverluste
Erster Kriegsverlust der River-Klasse war die Erne, die kurz nach Kriegsbeginn ihren Dienst bei der Scapa Flow Local Flotilla aufgenommen hatte. Am 6. Februar 1915 wurde das Boot bei einem schweren Oststurm auf die schottische Nordseeküste nahe dem Leuchtturm nördlich von Aberdeen gedrückt. Die Besatzung konnte sich retten, das Boot kam aber nicht wieder frei. Im November ergab dann eine gründliche Untersuchung, das der Kiel gebrochen war und die Erne wurde zum Abbruch vor Ort verkauft.

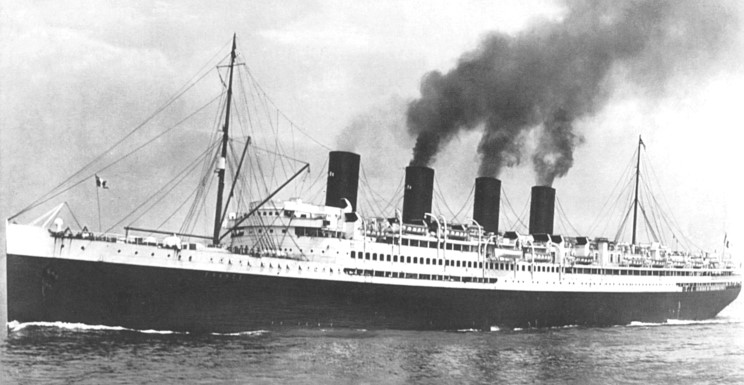
Die France

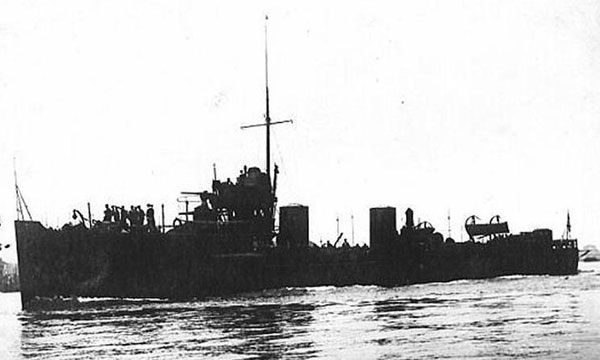
Das Hawthorn-Boot Derwent

Auch der nächste Verlust war ein Unfall, als der französische Truppentransporter France (1912, 24.666 BRT) in der Nacht des 18. Juni 1916 die von Portsmouth aus zur U-Boot-Abwehr im Kanal eingesetzte Eden vor Fécamp überlief. 43 Mann der Eden starben, die France konnte 33 Schiffbrüchige retten.
Der nächste Verlust betraf die mit gleichen Aufgaben seit November 1916 von Portsmouth aus eingesetzte Foyle, die am 15. März 1917 vor Plymouth auf der Position 50°11’N 03°58’W auf eine vom deutschen U-Boot UC 68 gelegte Mine lief und den Bug verlor. Im Schlepp kenterte das Boot, 28 Mann der Foyle starben
Auch der nächste Verlust ereignete sich im Kanal, als am 2. Mai 1917 die Derwent der gleichen Geleitflottille vor Le Havre auf der Position 49°31’N 00°02’W auf eine vom deutschen U-Boot UC 26 gelegte Mine lief. Auf dem sofort sinkenden Zerstörer verloren 58 Mann ihr Leben.

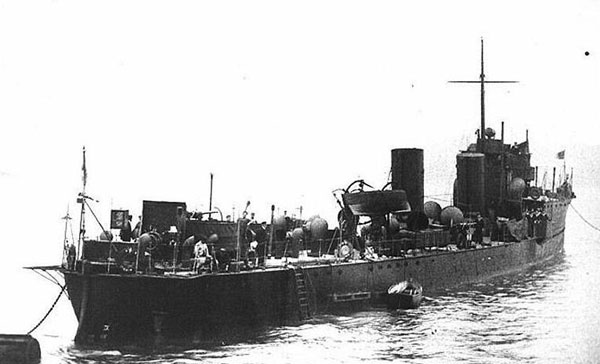
Die von Laird gebaute Itchen

Am 6. Juli 1917 wurde der erste in Dienst genommene Zerstörer der Riverklasse, die seit September 1914 bei der „Scapa Flow Local Flotilla“ eingesetzte HMS Itchen vermutlich von den deutschen U-Boot UC 44 in der Nordsee 70 sm nordnordöstlich von Peterhead auf der Position 58°35N, 00°45W torpediert. Beim Untergang der Itchen starben acht Mann der Besatzung.
Der nächste Verlust eines Zerstörers der River-Klasse ereignete sich wieder im Kanal, als das deutsche U-Boot UC 61 am 7. Juli 1917 die bei Palmer gebaute Ettrick 25 km südlich von Beachy Head torpedierte. Der Zerstörer verlor sein Vorschiff und 49 Mann kamen ums Leben. Aber er konnte schwerbeschädigt eingeschleppt werden, wurde jedoch nicht repariert und das Wrack ab Mai 1919 verschrottet.
Als letztes Boot der Klasse ging dann noch am 27. März 1918 die bei Hawthorn gebaute Kale am 27. März 1918 nach Minentreffer in der Nordsee mit 41 Mann verloren. Vermutlich ist sie in ein britisches Minenfeld geraten.

### Erfolge gegen U-Boote
Eine Hauptaufgabe der Boote war die Abwehr deutscher U-Boote. Aber nur der Garry und der Ouse werden Versenkungen von U-Booten zugerechnet.
Die Garry war nach Aktivierung für die 9. Zerstörerflottille seit September 1914 der „Scapa Flow Local Flotilla“ zum Schutz des Hauptankerplatzes der Grand Fleet.
Am 23. November 1914 wurde das deutsche U-Boot U 18 im Pentland Firth entdeckt, als es versuchte nach Scapa Flow vorzudringen. Der bewaffnete Fischdampfer Dorothy Grey rammte das U-Boot, das unter Wasser zu entkommen suchte. Es schlug allerdings auf dem Boden auf und wurde wieder an die Oberfläche gedrückt, wo Garry es erneut rammte. U-18 sank dann auf der Position 58°41’N, 02°55’W. Ein Mann der Besatzung starb, die anderen 22 wurden gefangen genommen.
Am 19. Juli 1918 versenkte die Garry dann noch UB 110 auf 54°39’N 00°55’E vor der Nordküste Yorkshires. Ein Wasserbombenangriff des Zerstörers hatte das U-Boot beschädigt und an die Oberfläche gezwungen, wo es von der Garry gerammt und zum Sinken gebracht wurde. 18 Mann der U-Boot-Besatzung kamen ums Leben, die übrigen wurden gefangen genommen.
Auch die Ouse war an der Versenkung von zwei U-Booten beteiligt. Am 28. August 1918 versenkte sie UC 70 nahe der Runswick Bay an der Küste Yorkshires. Das U-Boot war von einem Blackburn Kangaroo-Aufklärer der Staffel No. 246 der Royal Air Force entdeckt und beschädigt worden. UC 70 sank auf der Position 54°32'N, 00°40'W mit 31 Mann.
Am 29. September 1918 versenkte die Ouse mit dem alten Zerstörer Star mit Wasserbomben noch das deutsche U-Boot UB 115 vor Sunderland etwas nordöstlich des Beacon Point bei Newton-by-the-Sea, das mit 39 Mann sank.

### Die Boote derRiver-Klasse
- Neun von Laird Brothers (ab 1903 Cammell Laird) in Birkenhead gebaute Boote, davon zwei 1909 angekaufte Spekulationsbauten mit Turbinenantrieb, die alle zwei mittelgroße Schornsteine hatten.
- Neun von Palmers in Jarrow gebaute Boote mit vier Schornsteinen in zwei zusammenstehenden Paaren.
- Sechs von Yarrow Shipbuilders in Poplar (London) auch mit vier Schornsteinen in zwei zusammenstehenden Paaren mit anderen Abschlüssen gebaute Boote.
- Sechs von Hawthorn Leslie in Hebburn bei Newcastle upon Tyne gebaute Boote mit zwei kurzen Schornsteinen.
- Vier von John I. Thornycroft & Company in Chiswick gebaute Boote mit zwei hohen Schornsteinen.
- Zwei von J. Samuel White in Cowes auch mit zwei hohen Schornsteinen gebaute Boote.

| Name       | Bauwerft                   | Kiellegung | Stapellauf | in Dienst  | Endschicksal                                                                                      |
| ---------- | -------------------------- | ---------- | ---------- | ---------- | ------------------------------------------------------------------------------------------------- |
| Foyle      | Laird Brothers             | 15.08.1902 | 25.02.1903 | 03.1904    | 15. März 1917 nach Minentreffer vor Plymouth gesunken, 28 Tote                                    |
| Itchen     | Laird                      | 18.08.1902 | 17.03.1903 | 1.1904     | 6. Juli 1917 nach Torpedotreffer vor Peterhead gesunken, 8 Tote                                   |
| Arun       | Laird                      | 27.08.1902 | 29.04.1903 | 02.1904    | Juni 1920 zum Abbruch                                                                             |
| Blackwater | Laird                      | 27.08.1902 | 25.07.1903 | 03.1904    | 6. April 1909 nach Kollision gesunken                                                             |
| Liffey     | Cammell Laird              | 22.03.1904 | 23.09.1904 | 05.1905    | Juni 1919 zum Abbruch                                                                             |
| Moy        | Cammell Laird              | 22.03.1904 | 10.11.1904 | 06.1905    | Mai 1919 zum Abbruch                                                                              |
| Ouse       | Cammell Laird              | 22.03.1904 | 7.01.1905  | 09.1905    | Oktober 1919 zum Abbruch                                                                          |
| Test       | Cammell Laird              |            | 6.05.1905  | 12.1909    | August 1919 zum Abbruch                                                                           |
| Stour      | Cammell Laird              |            | 3.06.1905  | 12.1909    | August 1919 zum Abbruch                                                                           |
| Erne       | Palmers BauNr. 767         | 3.07.1902  | 14.01.1903 | 02.1904    | am 6. Februar 1915 bei Rattray Head aufgelaufen und gesunken, keine Opfer                         |
| Ettrick    | Palmers BauNr. 768         | 9.07.1902  | 28.02.1903 | 3.11.1903  | am 7. Juli 1917 torpediert bei Beachy Head im Kanal, 49 Tote, eingeschleppt, aber nicht repariert |
| Exe        | Palmers BauNr. 769         | 14.07.1902 | 27.04.1903 | 25.11.1903 | Februar 1920 zum Abbruch                                                                          |
| Cherwell   | Palmers BauNr. 772         | 20.01.1903 | 23.07.1903 | 15.03.1904 | Juni 1919 zum Abbruch                                                                             |
| Dee        | Palmers BauNr. 773         | 5.03.1903  | 10.09.1903 | 29.03.1904 | Juli 1919 zum Abbruch                                                                             |
| Rother     | Palmers BauNr. 770         | 23.03.1903 | 5.01.1904  | 5.05.1905  | Juni 1919 zum Abbruch                                                                             |
| Ure        | Palmers BauNr. 777         | 1.03.1904  | 25.10.1904 | 8.04.1905  | Mai 1919 zum Abbruch                                                                              |
| Wear       | Palmers BauNr. 778         | 7.03.1904  | 21.01.1905 | 14.06.1905 | November 1919 zum Abbruch                                                                         |
| Swale      | Palmers BauNr. 782         | 23.07.1904 | 20.03.1905 | 19.09.1905 | November 1919 zum Abbruch                                                                         |
| Ribble     | Yarrow                     | 4.07.1902  | 19.03.1902 | 06.1904    | Juni 1919 zum Abbruch                                                                             |
| Teviot     | Yarrow                     | 10.07.1902 | 7.11.1903  | 04.1904    | Juni 1919 zum Abbruch                                                                             |
| Usk        | Yarrow                     | 30.07.1902 | 25.07.1903 | 03.1904    | Juli 1920 zum Abbruch                                                                             |
| Welland    | Yarrow                     | 1.10.1902  | 14.04.1004 | 07.1904    | Juni 1920 zum Abbruch                                                                             |
| Gala       | Yarrow                     | 1.02.1904  | 7.01.1905  | .1905      | 27. April 1908 nach Kollision mit HMS Attentive gesunken, ein Toter                               |
| Garry      | Yarrow                     | 25.04.1904 | 21.03.1905 | 09.1905    | Oktober 1919 zum Abbruch                                                                          |
| Derwent    | Hawthorn Leslie BauNr. 385 | 12.06.1902 | 14.02.1903 | 2.07.1904  | am 2. Mai 1917 nach Minentreffer vor Le Havre gesunken, 58 Tote                                   |
| Eden       | Hawthorn BauNr. 386        | 12.06.1902 | 14.03.1903 | 16.06.1904 | 18. Juni 1916 nach Kollision mit Transporter France vor Fécamp gesunken, 43 Tote                  |
| Waveney    | Hawthorn BauNr. 388        | 20.10.1902 | 16.04.1903 | 14.06.1904 | Februar 1920 zum Abbruch                                                                          |
| Boyne      | Hawthorn BauNr. 394        | 16.02.1904 | 12.09.1904 | 16.05.1905 | August 1919 zum Abbruch                                                                           |
| Doon       | Hawthorn BauNr. 395        | 16.02.1904 | 8.11.1904  | 21.06.1905 | Juni 1919 zum Abbruch                                                                             |
| Kale       | Hawthorn BauNr. 396        | 16.02.1904 | 8.11.1904  | 7.08.1905  | 27. März 1918 nach Minentreffer in der Nordsee gesunken, 41 Tote                                  |
| Kennet     | Thornycroft                | 5.12.1902  | 4.12.1903  | 01.1905    | Dezember 1919 zum Abbruch                                                                         |
| Jed        | Thornycroft                | 27.02.1903 | 16.02.1904 | 01.1905    | Juli 1920 zum Abbruch                                                                             |
| Chelmer    | Thornycroft                | 11.02.1904 | 8.12.1904  | 06.1905    | Juni 1920 zum Abbruch                                                                             |
| Colne      | Thornycroft                | 21.03.1904 | 21.05.1904 | 07.1905    | November 1919 zum Abbruch                                                                         |
| Ness       | J. Samuel White            | 5.05.1904  | 5.01.1905  | 08.1905    | Mai 1919 zum Abbruch                                                                              |
| Nith       | White                      | 5.05.1904  | 7.03.1905  | 10.1905    | Juni 1919 zum Abbruch                                                                             |